# 1B busz (Körmend)
A körmendi 1B jelzésű autóbusz az Autóbusz-állomás – Felsőberkifalu – Horvátnádalja – Autóbusz-állomás útvonalon közlekedik. A vonalat a Volánbusz üzemelteti.

## Közlekedése
Csak munkanapokon közlekedik, naponta háromszor.

## Útvonala
| Autóbusz-állomás → Felsőberkifalu → Horvátnádalja → Autóbusz-állomás |
| --- |
| Autóbusz-állomás – Vasútmellék utca – Kossuth Lajos utca – Bercsényi utca – Thököly Imre utca – Vasútmellék utca – Hunyadi utca – Rákóczi utca – Nefelejcs utca – Dankó Pista utca – Orgona utca – Rákóczi utca – Berki utca – Felsőberkifalu – Berki utca – Negyvennyolcas utca – Vasaljai utca – Németújvári utca – Vasúti utca – Negyvennyolcas utca – Akác utca – Nádaljai utca – Liszt Ferenc utca – Negyvennyolcas utca – Rákóczi utca – Orgona utca – Dankó Pista utca – Nefelejcs utca – Rakózi utca – Dr. Batthyány utca – Szabadság tér (kastély) – Dr. Batthyány utca – (Rákóczi utca – TESCO hipermarket –) Rákóczi utca – Hunyadi utca – Vasútmellék utca – Autóbusz-állomás |

## Megállóhelyei
| 0  | Autóbusz-állomás                    |              | Körmend Helyközi autóbusz-állomás, II. világháborús emlékmű, Olcsai-Kiss Zoltán Általános Iskola                                                                  |
| 1  | Olcsai-Kiss Zoltán Általános Iskola | 1, 1A, 2, 2A | II. világháborús emlékmű, Olcsai-Kiss Zoltán Általános Iskola |
| 4  | Rákóczi utca 15.                    | 1, 1A        | |
| 6  | Kórház                              | 1, 1A        | Dr. Batthyány-Strattmann László Kórház, LIDL, Penny Market, EURONICS                                                                                              |
| 8  | Dankó Pista utca 2.                 | 1A           | |
| 9  | Dankó Pista utca 50.                | 1A           | Orgona utcai temető |
| 11 | Nagykölkedi elágazás                | 1, 1A        | Ada Hungária Bútorgyár Kft., Mjus World Resort & Thermal Park |
| 14 | Berki utca                          | 1A           | |
| 17 | Horvátnádalja, 48-as utca           | 1            | Mjus World Resort & Thermal Park |
| 20 | Horvátnádalja, Németújvári utca     | 1            | |
| 22 | Németújvári utca 19.                | 1            | Horvátnádalja |
| 25 | Akác utca 8.                        | 1            | |
| 27 | Horvátnádalja, orvosi rendelő       | 1            | Orvosi rendelő |
| 29 | Horvátnádalja, autóbusz-váróterem   | 1            | |
| 31 | Horvátnádalja, 48-as utca           | 1            | Mjus World Resort & Thermal Park |
| 33 | Nagykölkedi elágazás                | 1, 1A        | Ada Hungária Bútorgyár Kft., Mjus World Resort & Thermal Park |
| 35 | Dankó Pista utca 50.                | 1A           | Orgona utcai temető |
| 36 | Dankó Pista utca 2.                 | 1A           | |
| 38 | Kórház                              | 1, 1A        | Dr. Batthyány-Strattmann László Kórház, LIDL, Penny Market, EURONICS                                                                                              |
| 40 | Rákóczi utca 15.                    | 1, 1A        | |
| 41 | Szabadság tér                       | 1, 1A, 2, 2A | Batthyány-Strattmann Kastély, Városi Bíróság, Földhivatal, Polgármesteri Hivatal, Faludi Ferenc Városi Könyvtár, Árpád-házi Szent Erzsébet templom, Szabadság tér |
| 42 | Szabadság tér (kastély)             | 1, 1A, 2, 2A | Batthyány-Strattmann Kastély, Városi Bíróság, Földhivatal, Polgármesteri Hivatal, Faludi Ferenc Városi Könyvtár, Árpád-házi Szent Erzsébet templom, Szabadság tér |
| 45 | TESCO hipermarket                   | 2, 2A        | TESCO hipermarket, Új köztemető, Sportpálya, Körmendi Rendészeti Szakközépiskola, Határőrség Központi Múzeuma                                                     |
| 46 | TESCO hipermarket                   | 2, 2A        | TESCO hipermarket, Új köztemető, Sportpálya, Körmendi Rendészeti Szakközépiskola, Határőrség Központi Múzeuma                                                     |
| 48 | Hunyadi utca                        | 1, 1A, 2     | Razsó Imre Szakközépiskola, Szakiskola és Kollégium, SPAR, Rendőrkapitányság, Dr. Batthyányné Coreth Mária Óvoda                                                  |
| 51 | Autóbusz-állomás végállomás         | 1, 1A, 2, 2A | Körmend Helyközi autóbusz-állomás, II. világháborús emlékmű, Olcsai-Kiss Zoltán Általános Iskola                                                                  |

1. ↑  A 9:35-kor induló járatok a TESCO hipermarket megállóhely érintésével közlekednek.
2. ↑  A 9:35-kor induló járatok a TESCO hipermarket megállóhely érintésével közlekednek.

## Menetrend
| Óra | Munkanapokon |
| --- | ------------ |
| 9   | 35           |
| 14  | 00           |
| 16  | 30           |